# Cenangium
Cenangium Fr. – rodzaj grzybów z typu workowców (Ascomycota).

## Systematyka i nazewnictwo
Pozycja w klasyfikacji według Index Fungorum: Cenangiaceae, Helotiales, Leotiomycetidae, Leotiomycetes, Pezizomycotina, Ascomycota, Fungi.
Synonimy: Cenangina Höhn., Cenangium trib. Clithris Fr., Clithris (Fr.) Bonord.
Gatunki występujące w Polsce:
- Cenangium acicola (Fuckel) Rehm 1889
- Cenangium ferruginosum Fr. 1818
- Cenangium sarothamni Fuckel 1870

Nazwy naukowe na podstawie Index Fungorum. Wykaz gatunków polskich według A. Chmiel